# 谢斯特连基农村居民点
谢斯特连基农村居民点（俄语：Сестренское сельское поселение）是俄罗斯联邦伏尔加格勒州卡梅申区所属的一个农村居民点。其下辖有3个居民点，行政中心为维赫良采沃。据2016年统计，该农村居民点的人口为1229人。